# Balitora lancangjiangensis
Balitora lancangjiangensis (tiếng Việt: Cá Chạch vây bằng vẩy Lan Cang) là một loài cá Bám đá ở lưu vực của sông Mê Kông và sông Hồng.
Có nhiều dẫn chứng khác nhau về sự phân bố của chúng, nhưng chủ yếu bao gồm vùng Vân Nam của Trung Quốc và Lào, Liên minh Bảo tồn Thiên nhiên Quốc tế cũng liệt kê Việt Nam, Myanmar và Thái Lan là những nơi tìm thấy loài này.
Balitora vanlongi có thể là Danh pháp đồng nghĩa của Balitora lancangjiangensis.
Cá thể trưởng thành có thể dài đến 7,1 cm (2,8 in)  chúng phân bố ở những nơi có dòng nước siết của các con sông và suối lớn.